# 古書店
古書店（こしょてん、アメリカ英語:used bookstores, イギリス英語:second-hand bookshops）は、古書や古本を取り扱う書店。古本屋（ふるほんや）とも。
20世紀末に成立した業態である新古書店も古書店の一形態だが、この項目では伝統的な古書店を中心に扱う。

## 概説

### 世界の古書店
フランスのパリのセーヌ川沿いにはブキニスト（Bouquinistes）と呼ばれる露店の古書店が立ち並んでいる（ユネスコ無形文化遺産の登録も目指している）。

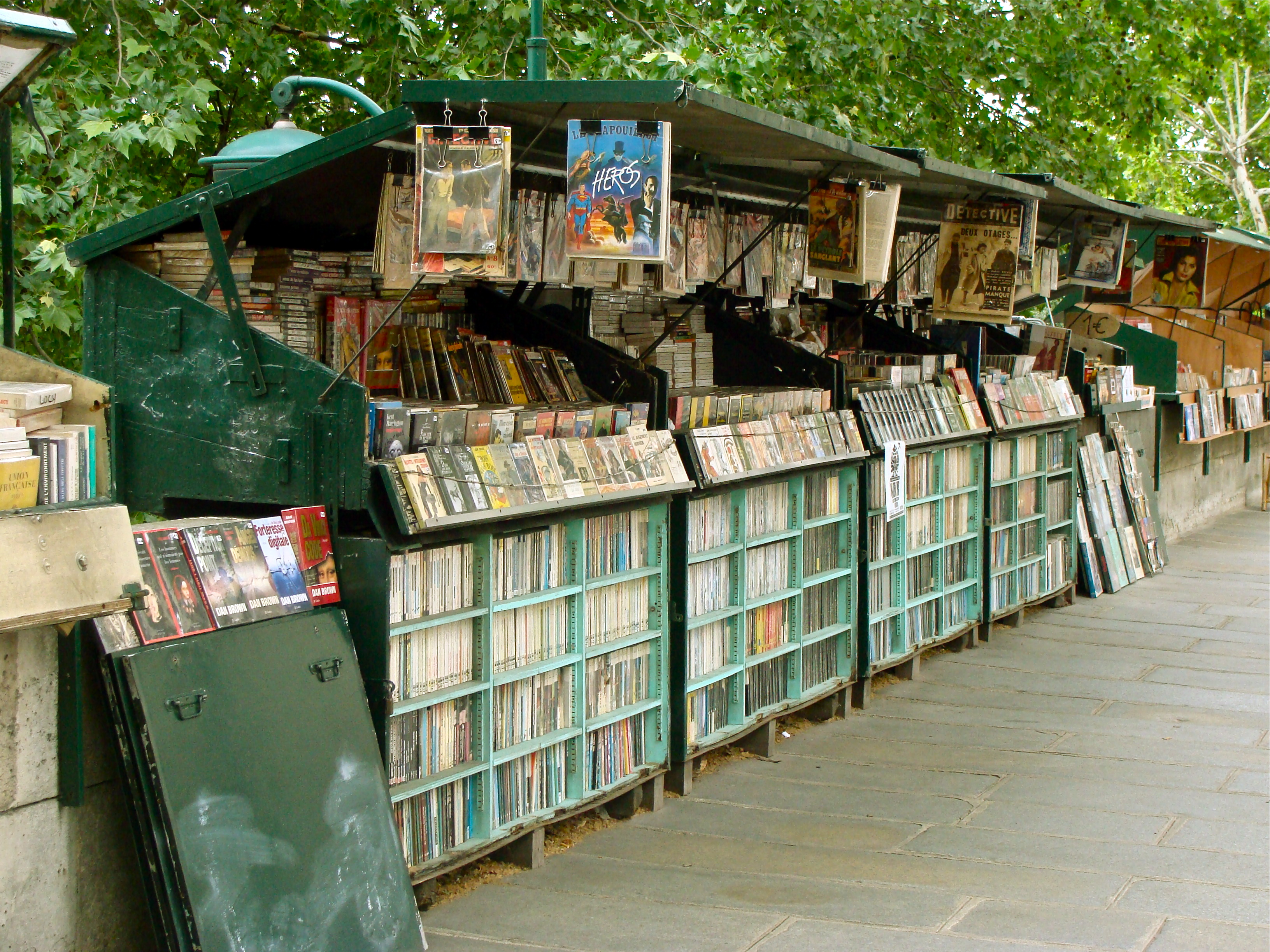
フランス・パリのブキニスト（露店の古書店）
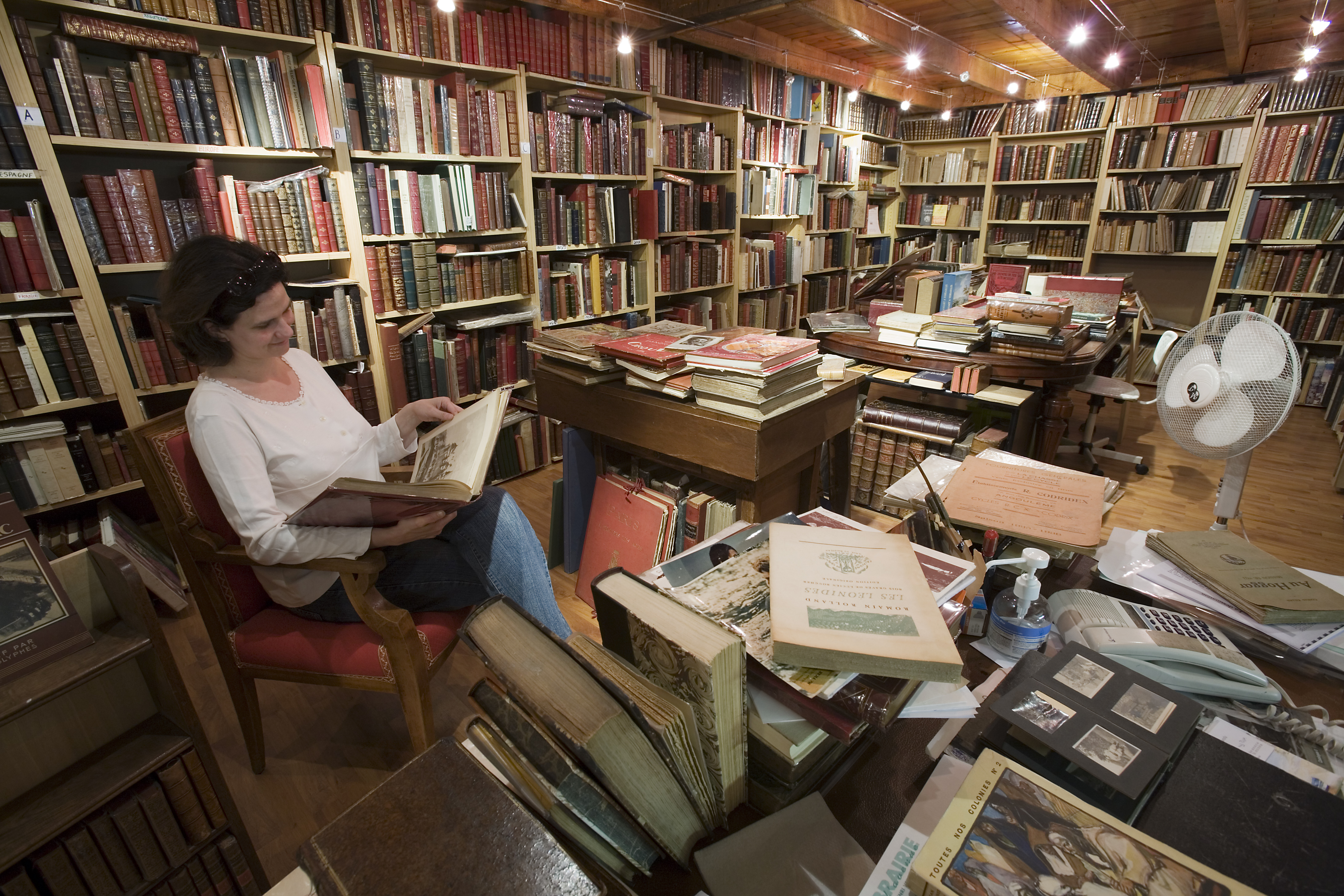
パリの古書店（しっかりした店舗をかまえている例）
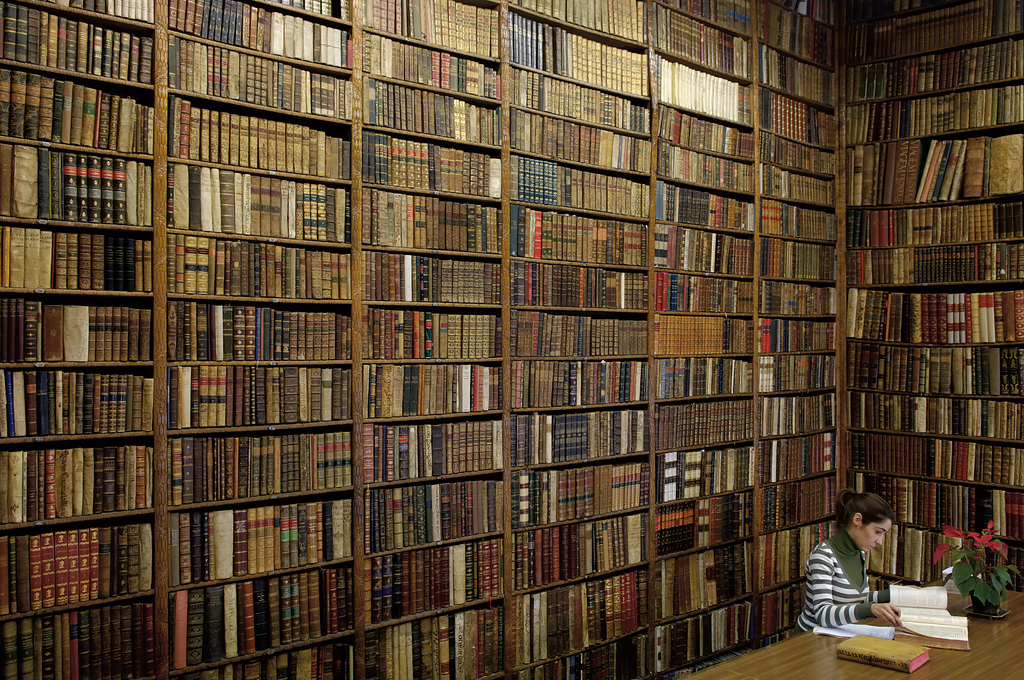
スペイン、マドリッドの古書店
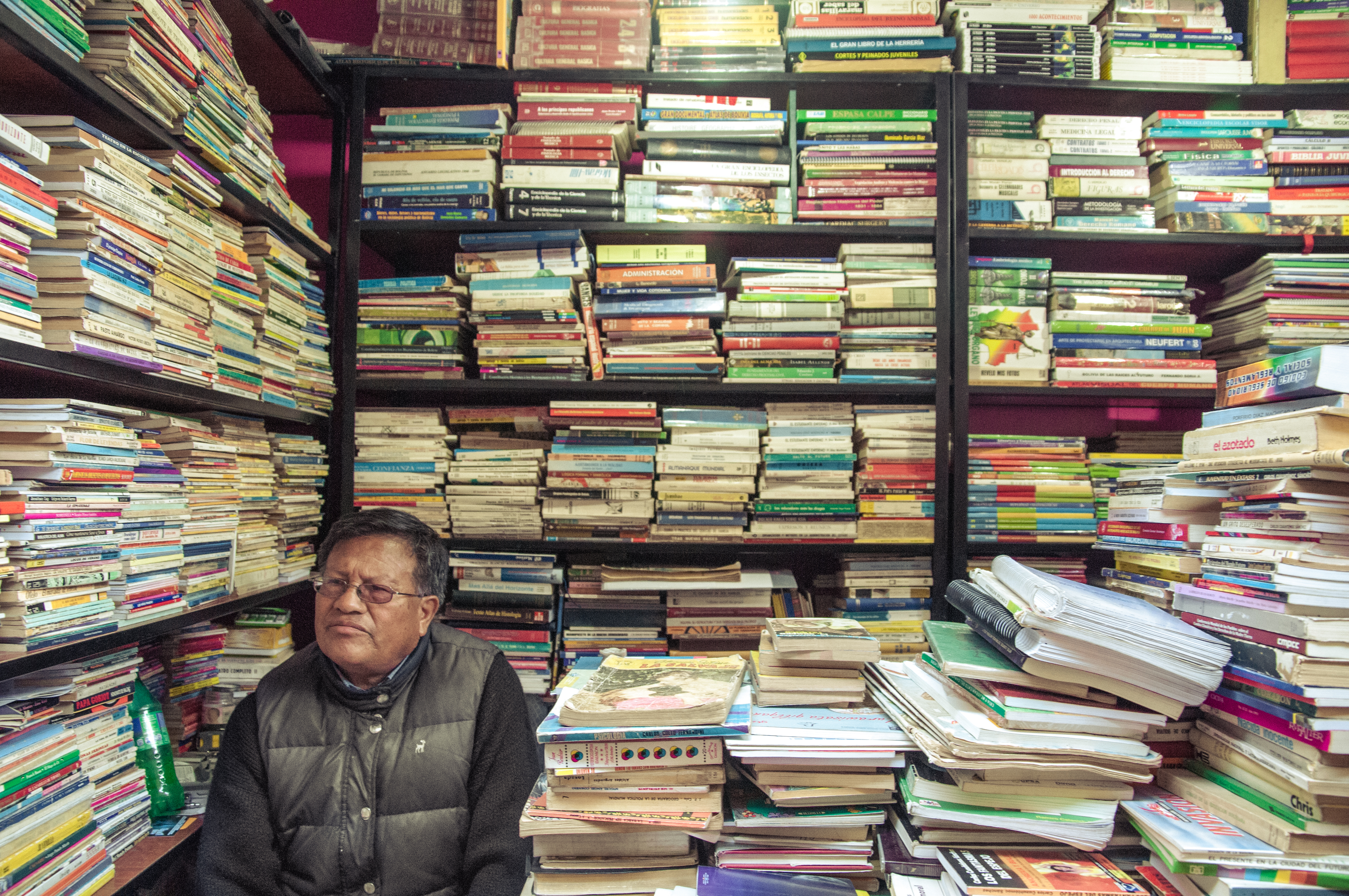
ボリビアの古本屋

### 日本の古書店
一般に、主に通俗的な古本を売買する店（古本屋）と、主に高価な古書を売買する店に分かれる。
とはいえ「古本屋」と「古書店」の厳密な区分は存在しない。2300以上の事業者が加盟する全国古書籍商組合連合会（全古書連）が、インターネットで在庫販売や加盟店、古書即売会の案内などを行うサイトの名称は「日本の古本屋」である。
インターネットによりアマゾン、ヤフオク、メルカリなどを使った一般人による古書販売も増えており、実店舗の古書店でもネットでの販売を並行的に行う店も増えている（実店舗に陳列してある本に「ネットで出品中」などといった札がつけられることも増えている）。
日本では法的に古物商の一種とされており、日本で買い取りにより仕入をする古書店を営業するためには古物営業法に基づく許可が必要である。

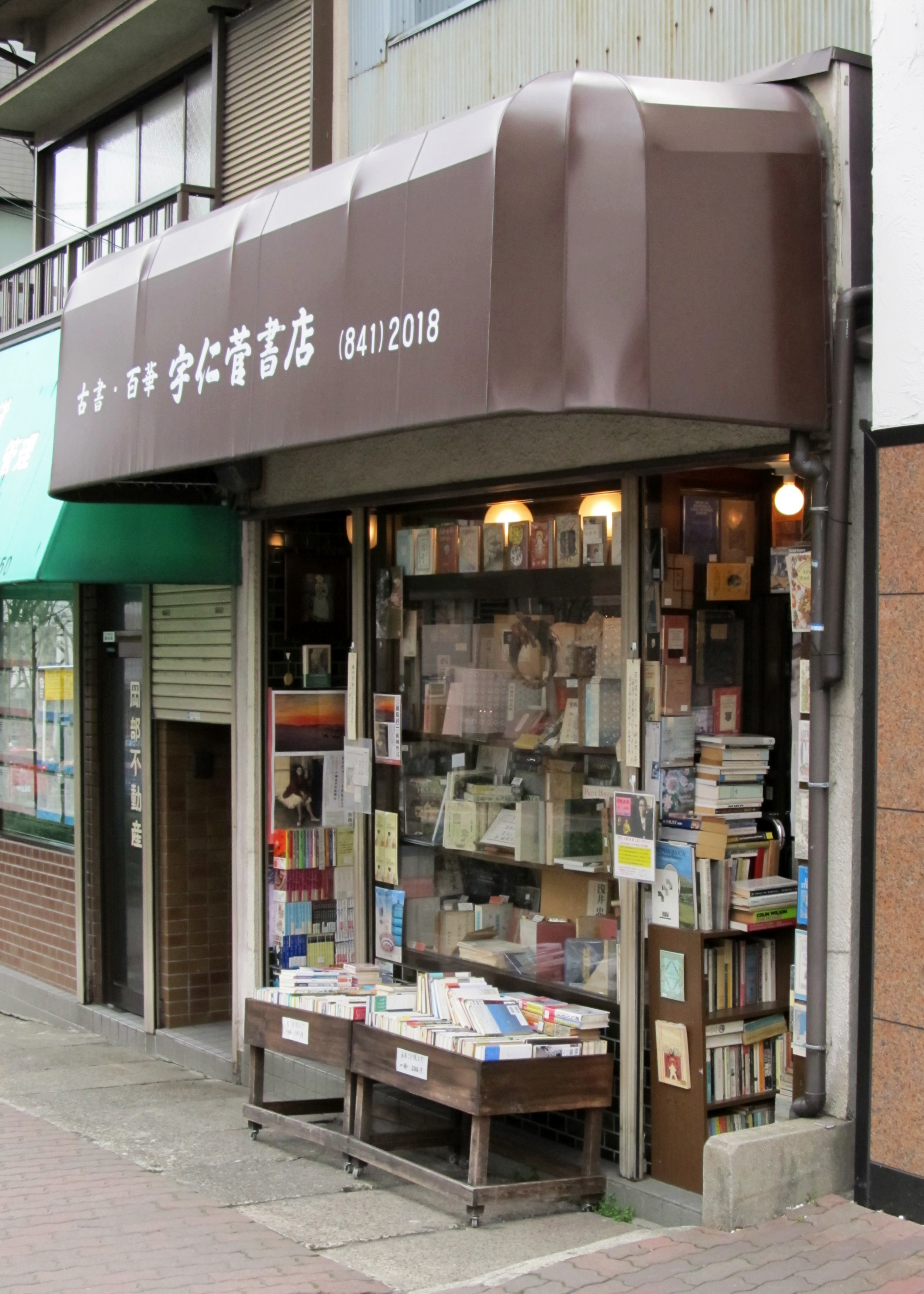
日本の古書店の例（宇仁菅書店。兵庫県神戸市灘区）
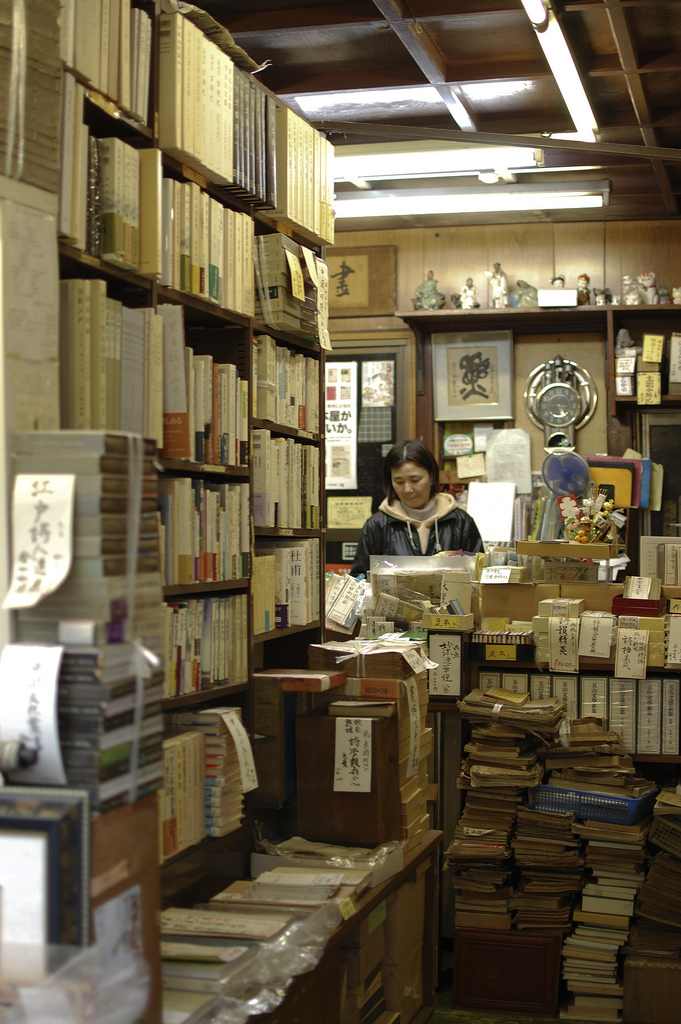
古書店の店内（松雲堂書店。東京都千代田区神田神保町）

## 歴史

### 欧州
古書店が登場する前の段階
本が羊皮紙に手書きされ、それの複製をつくる場合は手作業で一文字一文字書きうつすことで写本が作られていた時代、1冊の写本を作るのも数カ月や数年という年月がかかるわけで、本は非常に貴重で（お金に換算する場合）高価なものであった。中世ヨーロッパで知識の集積場所として機能した場所は（西ヨーロッパで支配的であったカトリック教会の）修道院や、あるいは大学（ヨーロッパ最古の大学はイタリアのボローニャの国立大学であり、1158年神聖ローマ帝国皇帝から法学研究をする大学として公認され、後に総合大学に発展していった。このボローニャ大学がヨーロッパ中世の諸国の大学の原型となった。）であったが、写本時代の本というのは（修道院でも、大学などでも）盗難防止のために鍵をかけた部屋に保管したり、もし修道院のメンバーや大学の学生が比較的気軽に読めるようにする場合は、わざわざ一冊一冊、鎖で「書見台」につないでおくというようなこともされた（なにしろ当時は、写本一冊が普通の人の1年分や数年分もの収入に相当するような高価なものなので、鎖にでもつないでおかないと眼を離したすきに盗まれ大事件になってしまうからである）。中世では、写本を作成させて（修道院や大学、あるいは富裕な王族などが趣味で）入手したら、それを半永久的に一種の「宝」として保管しつづけた。仮に売買するとしても、あくまできわめて例外的であった。（「本は読み終わったら売ってしまえばいい」というような現代人の感覚とは全く異なっていた。）このようなわけで、中世ヨーロッパでは本というのは基本的に売買するようなものではなかったわけであり、古本屋というのもまだ成立していなかった。
古書店が成立するにはいくつもの壁があり、まず本というものが大量に安価に作られるようになる段階を経なければならなかった。グーテンベルクが活版印刷を開始
したのは1450年頃と云われているが、グーテンベルクによって印刷されたのは聖書であり、きわめて限定的であり、まだ古書店の登場にはつながらなかった。（古書店が登場したのは、その数百年も後の話になる。）つまり「一度手放したら、二度と手に入れられない可能性が高い」と思えるほど貴重な段階では、人は（本に限らず、何であれ）そのモノを滅多なことで手放そうとしない。古書店が成立するためには「手放しても、必要なら多分また入手できる」と思えるほどに本が世の中に大量に出回る必要があった。
古書店の登場
世界最古の古書店はイギリスのロンドンにある1761年創業のヘンリー・サザラン（Henry Sotheran）といわれている。

### 日本
日本では（でも）中世まで書物は主に寺院や朝廷が所蔵する貴重なもので、個人が所蔵する本などを売らざるを得なくなることを「沽却」といい、不名誉なこととされていた。保延6年（1140年）10月に書家の藤原定信の家に本を製造する経師の妻が古書を販売しており、製本を行っていた経師が古書も扱っていたと考えられる。
江戸時代の大坂や江戸で古本の販売が先に始まり、17世紀後半になって出版も行うようになった。江戸時代の書店は出版、自店の出版物の卸売・販売、他店の出版物の販売、古本の販売を広く行っていた。
新刊書店と古書店が分離されるようになったのは明治以降である。現代では、大手新刊書店が古書の買取・販売を行う例がある（三省堂や有隣堂）。

## 古書店街
日本の大都市の一部では古書店が複数集まる古書店街が形成されている。たとえば東京では神田古書店街である。